# Les Chevaliers du Texas
Pour plus de détails, voir Fiche technique et Distribution.
Les Chevaliers du Texas (South of St. Louis) est un western américain de Ray Enright, sorti en 1949.

## Synopsis
Durant la guerre de Sécession, Luke Cottrell, chef des francs-tireurs nordistes, brûle le ranch des “Trois Cloches” propriété de Kip Davis, Charlie Burns et Lee Price. Pour se venger, Kip décide de laisser sa fiancée Deborah et prend la route du sud pour retrouver Luke Cottrell et le punir. Afin de pouvoir reconstruire le ranch, Kip s’engage avec Rouge de Lisle, bientôt rejoint par Charlie, pour organiser un trafic d’armes pour le Sud. Lorsque enfin Kip revient dans la ville, il apprend que Deborah est amoureuse de Lee…

## Fiche technique
- Titre original : South of St. Louis
- Réalisation : Ray Enright
- Scénario : Zachary Gold, James R. Webb
- Producteur : Milton Sperling
- Musique : Max Steiner
- Directeur de la photographie : Karl Freund
- Ingénieur du son : Charles Lang
- Montage : Clarence Kolster
- Direction artistique : Leo K. Kuter
- Durée : 88 minutes
- Format : 1,37 : 1
- Pays : États-Unis
- Langue : Anglais
- Société de production : United States Pictures
- Dates de sortie : 
  - États-Unis : 1er mars 1949
  - France : 1er septembre 1950
- Affiche : René Péron (France)

## Distribution
- Joel McCrea (VF : Jean Davy) : Kip Davis (VF: Sam Davis)
- Alexis Smith (VF : Jacqueline Rembauville): Charlotte dite Rouge de Lisle
- Zachary Scott (VF : Claude Bertrand) : Charles "Charlie" Burns
- Dorothy Malone (VF : Raymonde Miller) : Deborah Miller
- Douglas Kennedy (VF : Claude Peran): Lee Price (VF : Louis Price)
- Alan Hale (VF : Raymond Destac) : Jake Evans
- Victor Jory (VF : Raymond Loyer) : Luke Cottrell
- Nacho Galindo (VF : Serge Nadaud) : Manuel Gonzales Garcia de la Carila
- Holmes Herbert : Sir Cecil
- Harry Woods (non crédité) : sergent recruteur
- Art Smith (VF : Serge Nadaud) : Bronco
- John Goldsworthy: (VF : Camille Guerini) : Cecil Middleton
- Dan White (VF : Henri Ebstein) : le sergent unioniste au poste de contrôle de Brownsville
- Al Bridge (VF : Jean Clarieux) : le rancher conduisant son chariot
- Mikel Conrad (VF : Henri Ebstein)  : le lieutenant unioniste au saloon
- Russell Hicks (VF : Jacques Berlioz) : le colonel unioniste Kirby
- Tom Steele (VF : Paul Lalloz) : Slim Hansen
- Monte Blue (VF : Georges Hubert) : le capitaine confédéré Jeffrey